# マイカ・ジョンソン (野球)
マイカ・ドリュー・ジョンソン（Micah Drew Johnson, 1990年12月18日 - ）は、アメリカ合衆国インディアナ州インディアナポリス出身の元プロ野球選手（二塁手）。右投左打。

## 経歴

### プロ入りとホワイトソックス時代
2012年のMLBドラフト9巡目（全体291位）でシカゴ・ホワイトソックスから指名され、プロ入り。契約後、傘下のパイオニアリーグのルーキー級グレートフォールズ・ボイジャーズでプロデビュー。69試合に出場して打率.273、4本塁打、25打点、19盗塁を記録した。
2013年はA級カナポリス・インティミディターズ、A+級ウィンストン・セイラム・ダッシュ、AA級バーミングハム・バロンズでプレーし、3球団合計で131試合に出場して打率.312、7本塁打、58打点、84盗塁を記録した。オフにはアリゾナ・フォールリーグに参加し、グレンデール・デザートドッグスに所属した。
2014年はAA級バーミングハムとAAA級シャーロット・ナイツでプレーし、2球団合計で102試合に出場して打率.294、5本塁打、44打点、22盗塁を記録した。また、7月にはオールスター・フューチャーズゲームに選出されている。
2015年は4月5日にメジャー契約を結んで開幕25人枠入りし、翌6日のカンザスシティ・ロイヤルズとのシーズン開幕戦にて「9番・二塁手」で先発出場してメジャーデビュー（この試合は3打数1安打）。この年メジャーでは36試合に出場して打率.230、4打点、3盗塁を記録した。

### ドジャース時代
2015年12月16日にロサンゼルス・ドジャースのブランドン・ディクソン、ホセ・ペラザ、シンシナティ・レッズのトッド・フレイジャーとの三角トレードで、トレイス・トンプソン、フランキー・モンタスと共にドジャースへ移籍した。
2016年、メジャーでは7試合に出場して打率.167を記録した。

### ブレーブス時代
2017年1月13日に後日発表選手とのトレードで、アトランタ・ブレーブスへ移籍した。シーズンでは18試合に出場して打率.200、1盗塁を記録した。

### レイズ傘下時代
2017年10月26日にウェイバー公示を経てシンシナティ・レッズへ移籍した。だがこの後、10月30日にサンフランシスコ・ジャイアンツ、11月27日にタンパベイ・レイズへといずれもウェイバー公示を経て続けざまに移籍を繰り返した。
2018年2月13日に40人枠を外れ、マイナー契約となった。シーズンでは開幕から傘下のAAA級ダーラム・ブルズでプレーし、74試合に出場して打率.198、5本塁打、31打点、3盗塁を記録した。オフの11月2日にFAとなった。

## 詳細情報

### 年度別打撃成績
| 年 度    | 球 団    | 試 合 | 打 席 | 打 数 | 得 点 | 安 打 | 二 塁 打 | 三 塁 打 | 本 塁 打 | 塁 打 | 打 点 | 盗 塁 | 盗 塁 死 | 犠 打 | 犠 飛 | 四 球 | 敬 遠 | 死 球 | 三 振 | 併 殺 打 | 打 率 | 出 塁 率 | 長 打 率 | O P S |
| -------- | -------- | ----- | ----- | ----- | ----- | ----- | -------- | -------- | -------- | ----- | ----- | ----- | -------- | ----- | ----- | ----- | ----- | ----- | ----- | -------- | ----- | -------- | -------- | ----- |
| 2015     | CWS      | 36    | 114   | 100   | 10    | 23    | 4        | 0        | 0        | 27    | 4     | 3     | 2        | 2     | 0     | 9     | 0     | 2     | 30    | 0        | .230  | .306     | .270     | .576  |
| 2016     | LAD      | 7     | 6     | 6     | 1     | 1     | 0        | 0        | 0        | 1     | 0     | 0     | 0        | 0     | 0     | 0     | 0     | 0     | 1     | 0        | .167  | .167     | .167     | .333  |
| 2017     | ATL      | 18    | 11    | 10    | 2     | 2     | 0        | 0        | 0        | 2     | 0     | 1     | 0        | 1     | 0     | 0     | 0     | 0     | 4     | 0        | .200  | .200     | .200     | .400  |
| MLB：3年 | MLB：3年 | 61    | 131   | 116   | 13    | 26    | 4        | 0        | 0        | 30    | 4     | 4     | 2        | 3     | 0     | 9     | 0     | 2     | 14    | 0        | .224  | .291     | .259     | .550  |

### 記録
MiLB
- オールスター・フューチャーズゲーム選出：1回（2014年）

### 背番号
- 7（2015年）
- 11（2016年 - 同年途中）
- 17（2016年途中 - 同年終了）
- 2（2015年）